# Eleutherodactylus darlingtoni
Eleutherodactylus darlingtoni är en groddjursart som beskrevs av Cochran 1935. Eleutherodactylus darlingtoni ingår i släktet Eleutherodactylus och familjen Eleutherodactylidae. IUCN kategoriserar arten globalt som akut hotad. Inga underarter finns listade i Catalogue of Life.